# Mansión de Šķēde
La Mansión de Šķēde (en letón: Šķēdes muižas pils; en alemán: Scheden) es una casa señorial en la parroquia de Šķēde, municipio de Saldus en la histórica región de Curlandia, en Letonia.

## Historia
La mansión fue mencionada por primera vez en 1461, cuando el maestro de la orden Johann Osthoff von Mengede concedió a Johann Loewe y a sus herederos una parcela llamada Schedule. En 1501 el Maestre de la Orden de Livonia Wolter von Plettenberg se la dio a Merten von den Brinken, cuya familia la tuvo en posesión durante 200 años. En 1729, la viuda de H.H. von den Brinken, Margaret Veronica, la vendió a su hijo Gideon Heinrich von Zass.
La Mansión de Scheden fue construida en el siglo XVIII. Se construyeron graneros a ambos lados del patio, al final del cual se situaba una casa de una planta de mampostería. Detrás de la carretera había una granja con establos, cobertizos, dependencias y un molino. La mansión fue completada en 1761. La segunda planta fue construida a principios del siglo XIX. Al final del siglo XIX fue construida una nueva entrada y una torre en la esquina, así como una ampliación. En 1883 el propietario era George von Zass. La mansión continuó en posesión de la familia von Zass hasta 1921. En 1921 la mansión fue adquirida por el Consejo de Kuldīga y su centro fue arrendado a particulares. Entre 1925 y 1927, el palacio albergó la escuela de primaria y posteriormente pasó a propiedad privada. El propietario del edificio entre 1928 y 1940 fue Janis Laudams, inspector de las Escuelas Secundarias Populares del Condado de Kuldiga. La casa señorial fue utilizada como hospital del Ejército alemán durante la II Guerra Mundial.
Después de la II Guerra Mundial, el edificio albergó el consejo de la granja soviética "Viesturi", entre 1946 y 1991 la biblioteca de la población de Viesturi. En 2004 la compañía SIA "Neibergs un partneri" la compró en una subasta por 48 000 LAT (65 203 EUR).